# Námestovo
Námestovo é uma cidade da Eslováquia, situada no distrito de Námestovo, na região de Žilina. Tem 44,45 km² de área e sua população em 2018 foi estimada em 7.827 habitantes.

## Demografia
| Ano:        | 1994 | 2004   | 2014   | 2024   |
| ----------- | ---- | ------ | ------ | ------ |
| Broj ljudi: | 7839 | 8111   | 7888   | 7355   |
| Razlika:    |      | +3,46% | -2,74% | -6,75% |

| Ano:               | 2023 | 2024   |
| ------------------ | ---- | ------ |
| Número de pessoas: | 7465 | 7355   |
| Diferença:         |      | -1,47% |